# Granges-sur-Aube
Granges-sur-Aube är en kommun i departementet Marne i regionen Grand Est (tidigare regionen Champagne-Ardenne) i nordöstra Frankrike. Kommunen ligger i kantonen Anglure som tillhör arrondissementet Épernay. År 2022 hade Granges-sur-Aube 182 invånare.

## Befolkningsutveckling
Antalet invånare i kommunen Granges-sur-Aube
| Referens: INSEE |